# Андреевка (Новгород-Северский район)
Андреевка (укр. Андріївка) — бывшее село в Новгород-Северском районе Черниговской области Украины. Село было подчинено Будо-Воробьёвскому сельсовету.

## История
По состоянию на 1988 год население — 30 человек. Решением Черниговского областного совета от 26.01.2007 года село снято с учёта.

## География
Было расположено в 1,5 км юго-восточнее государственной границы Украины с Россией — северо-западнее села Буда-Воробьёвская и южнее села Ямное. Была одна улица. Южнее расположено кладбище.